# Кіажна (комуна)
Кіажна (рум. Chiajna) — комуна у повіті Ілфов у Румунії. До складу комуни входять такі села (дані про населення за 2002 рік):
- Дуду (773 особи)
- Кіажна (3839 осіб)
- Рошу (3397 осіб)

Комуна розташована на відстані 9 км на захід від Бухареста, 136 км на південь від Брашова.

## Населення
За даними перепису населення 2002 року у комуні проживали 8009 осіб.
Національний склад населення комуни:
| Національність | Кількість осіб | Відсоток |
| -------------- | -------------- | -------- |
| румуни         | 7981           | 99,7%    |
| цигани         | 8              | 0,1%     |
| німці          | 4              | < 0,1%   |
| болгари        | 3              | < 0,1%   |
| греки          | 3              | < 0,1%   |
| італійці       | 3              | < 0,1%   |
| угорці         | 2              | < 0,1%   |
| серби          | 1              | < 0,1%   |

Рідною мовою назвали:
| Мова       | Кількість осіб | Відсоток |
| ---------- | -------------- | -------- |
| румунська  | 7989           | 99,8%    |
| німецька   | 4              | < 0,1%   |
| грецька    | 3              | < 0,1%   |
| італійська | 3              | < 0,1%   |
| сербська   | 1              | < 0,1%   |
| болгарська | 1              | < 0,1%   |

Склад населення комуни за віросповіданням:
| Релігія            | Кількість осіб | Відсоток |
| ------------------ | -------------- | -------- |
| православні        | 7915           | 98,8%    |
| римо-католики      | 30             | 0,4%     |
| адвентисти         | 19             | 0,2%     |
| греко-католики     | 8              | 0,1%     |
| лютерани           | 6              | 0,1%     |
| реформати          | 4              | < 0,1%   |
| бретрени           | 4              | < 0,1%   |
| п'ятдесятники      | 2              | < 0,1%   |
| баптисти           | 1              | < 0,1%   |
| мусульмани         | 1              | < 0,1%   |
| не релігійні       | 1              | < 0,1%   |
| атеїсти            | 1              | < 0,1%   |
| не вказали релігію | 1              | < 0,1%   |